# كينغو كوتاني
كينغو كوتاني (باليابانية: 小谷 健悟) (31 أغسطس 1992 في كاغوشيما في اليابان – )؛ هو لاعب كرة قدم ياباني سابق كان يلعب كلاعب وسط.

## وصلات خارجية
- كينغو كوتاني على موقع رابطة كرة القدم اليابانية للمحترفين (اليابانية)
- كينغو كوتاني على موقع قاعدة بيانات كرة القدم.إي يو (الإنجليزية)
- كينغو كوتاني على موقع Soccerway.com (الإنجليزية)
- كينغو كوتاني على موقع عالم كرة القدم.نت (الإنجليزية)